# روجر قو
روجر قو (بالصينية: 郭晉安) هو مغني وممثل صيني، ولد في 9 أكتوبر 1964 بهونغ كونغ في الصين.

## وصلات خارجية
- روجر قو على موقع IMDb (الإنجليزية)
- روجر قو على موقع ميوزك برينز (الإنجليزية)
- روجر قو على موقع قاعدة بيانات الفيلم (الإنجليزية)